# Quyền xét xử
Quyền cai quản tư pháp (chữ Anh: jurisdiction), hoặc gọi là quyền xét xử, là chỉ tên gọi chung của quyền xét hỏi xử lí và quyền phán xử quyết định, nó là một thứ quyền lực cơ bản mang tính độc chiếm mà chỉ một mình toà án có, trừ toà án ra, bất luận cơ quan gì khác không có hưởng thứ quyền lực này. Về chỗ này, mỗi quốc gia đều lấy hình thức lập pháp xác định rõ ràng, lại thêm quy định.
Quyền lực của toà án hoặc cơ quan tư pháp là tiến hành nghe lĩnh được ý, tra hỏi và xét xử, phán quyết. Ở phần lớn vùng đất, quyền xét xử của toà án khác nhau là khác nhau, thông thường lấy khu vực và chủng loại mà phân chia. Quyền xét xử thông thường chỉ quyền lực mà toà án xét hỏi xử lí và phán xử quyết định dựa theo pháp luật những việc kiện tụng hình sự, dân sự và những việc kiện tụng khác. Là bộ phận trọng yếu hợp thành của quyền lực nhà nước. Việc kiến lập và kiện toàn cơ chế bảo vệ toà án nhân dân sử dụng thật thi quyền xét xử một cách độc lập và công bình chính trực dựa theo pháp luật, khiến cho toà án các cấp bạo dạn tiêu trừ các thứ quấy rối làm loạn, kiên trì lo liệu công việc dựa theo pháp luật, làm đúng thật đến nơi các nguyên tắc có pháp luật tất phải dựa theo, chấp hành pháp luật tất phải khe khắt, làm trái pháp luật tất phải tìm hiểu tra hỏi, tự giác giữ gìn che chở quyền uy hiến pháp và pháp luật.

## Định nghĩa theo tư pháp
Quyền cai quản tư pháp, hoặc gọi là quyền xét xử, là bộ phận hợp thành trọng yếu của quyền lực nhà nước, chính là chỉ quyền lực mà toà án xét hỏi xử lí và phán xử quyết định dựa theo pháp luật những việc kiện tụng hình sự, dân sự và những việc kiện tụng khác.

## Phân loại
Quyền xét xử là chỉ quyền lợi của quốc gia đối với tất cả người, vật ở bên trong lãnh thổ của nó và sự kiện ở nơi nó phát sinh, cùng với thật thi cai quản sở thuộc đối với người nước mình ở ngoài bờ cõi của nó. Ở phương diện quyền xét xử, pháp luật quốc tế vẫn chưa hình thành sách luật dùng làm tiêu chuẩn có liên quan đến quyền xét xử mà tường tận, xác định rõ ràng. Phổ thông cho biết là, pháp luật trong nước quy định hình thức và phạm vi mà quốc gia sử dụng thật thi thực tế quyền xét xử; nhưng mà căn cứ vào nguyên tắc tôn trọng chủ quyền lẫn nhau, pháp luật quốc tế sắp đặt không dời đổi phạm vi quy định được chấp thuận cho phép của quyền xét xử quốc gia và sự hoà hợp lẫn nhau mà bên này và bên kia cùng nhau tiếp nhận. Ở trong nghiên cứu pháp luật quốc tế, thông thường đem nguyên tắc quyền xét xử hoặc loại hình quyền xét xử ở trong thực tiễn quốc gia làm nên phân chia như bên dưới:

### Quyền xét xử thuộc về người nước mình
Quyền xét xử thuộc về người nước mình, hoặc gọi là quyền xét xử quốc tịch, là chỉ quyền lợi mà quốc gia có sẵn sự cai quản sở thuộc đối với người có sẵn quốc tịch của nó, bất luận họ là ở bên trong phạm vi lãnh thổ hay là phạm vi bên ngoài lãnh thổ của nó. Trừ tự nhiên nhân ra, đối tượng mà quốc gia sử dụng thật thi quyền xét xử thuộc về người nước mình vẫn bao gồm pháp nhân có sẵn quốc tịch của nước đó ở trong mức độ không giống nhau, cùng với các loại vật đã quy định đặc biệt thu được quốc tịch như thuyền tàu, máy bay hoặc thiết bị vũ trụ.
Xét xử về người có sẵn quốc tịch là phương diện cơ bản nhất và chủ yếu của quyền xét xử thuộc về người nước mình, ở phương diện chứng cớ của quyền xét xử thuộc về người nước mình, thông thường lại chia làm hai loại quyền xét xử thuộc về người nước mình chủ động và quyền xét xử thuộc về người nước mình bị động: cái phía trước cũng gọi là quyền xét xử quốc tịch người gây hại, nó chủ trương do nước quốc tịch của người thực hiện hành vi gây hại tiến hành xét xử; cái phía sau cũng gọi là quyền xét xử quốc tịch người bị hại, nó là chỉ do nước quốc tịch của người bị hại của hành vi gây hại tiến hành xét xử.
Quyền xét xử đối với vật đã quy định đặc biệt thông qua ghi tên hoặc đăng kí dựa theo pháp luật cho nên thu được quốc tịch, có thể lí giải từ hai phương diện: một là đem loại vật đã quy định đặc biệt đó làm thành đối tượng xét xử, loại quyền xét xử như ấy thông thường sử dụng thích hợp Quyền xét xử thuộc về người nước mình; hai là đem không gian của vật đã quy định đặc biệt làm thành phạm vi xét xử, quyền xét xử lúc ấy là quyền xét xử thuộc về lãnh thổ nước mình tương tự, nhưng mà tính chất không giống nhau. Trong thực tiễn, quy tắc quyền xét xử của pháp luật quốc tế đối với nơi vật đã quy định đặc biệt khác nhau quy định thì khác nhau đều hết. Quy định pháp luật trong nước của các nước đối với phạm vi và mức độ quyền xét xử thuộc về người nước mình cũng có chỗ không giống nhau.

### Quyền xét xử thuộc về lãnh thổ nước mình
Quyền xét xử thuộc về lãnh thổ nước mình là chỉ quyền xét xử mà quốc gia hoàn toàn có hưởng và độc chiếm đối với tất cả người (ngoại trừ người có hưởng quyền miễn trừ ngoại giao), sự việc, sự vật ở bên trong phạm vi lãnh thổ của nó. Nó có hai phương diện hàm nghĩa: quyền xét xử của quốc gia đối với các bộ phận và tài nguyên ở lãnh thổ của nó, tức là đã nhấn mạnh lấy lãnh thổ làm đối tượng; quyền xét xử của quốc gia đối với người, sự việc, sự vật ở bên trong phạm vi lãnh thổ của nó, tức là đã nhấn mạnh lấy lãnh thổ làm phạm vi.
Quyền xét xử lấy lãnh thổ làm phạm vi, lúc nơi phát sinh liên quan đến hành vi hoặc sự thật có liên quan với quyền xét xử, thực tiễn các nước hoặc phương pháp nhìn vấn đề của học giả hoàn toàn không nhất trí, chủ yếu có hai loại nguyên tắc:
1. Quyền xét xử thuộc về lãnh thổ nước mình chủ quan, gọi thêm là Giả thuyết nơi chốn phát sinh hành vi, chỉ mọi hành vi phát sinh ở bên trong lãnh thổ của một nước tức khắc coi là hành vi của bên trong lãnh thổ nước đó, thì được phép sử dụng thích hợp nguyên tắc Quyền xét xử thuộc về lãnh thổ nước mình. Tức là nhấn mạnh địa điểm mà hành vi phát sinh, và lại lấy nơi chốn phát sinh hành vi làm thành chứng cớ mà thật hành quyền xét xử.
2. Quyền xét xử thuộc về lãnh thổ nước mình khách quan, gọi thêm là Giả thuyết nơi chốn phát sinh kết quả, chỉ kết quả của thứ hành vi nào đó phát sinh ở bên trong lãnh thổ của một nước hoặc hậu quả của hành vi đó có liên quan đến lãnh thổ của một nước tức khắc coi là hành vi ở bên trong lãnh thổ của nước đó, tức là được phép sử dụng thích hợp nguyên tắc xét xử thuộc về lãnh thổ nước mình. Tức là nhấn mạnh hậu quả mà hành vi phát sinh, và lại lấy nơi chốn phát sinh hậu quả của hành vi làm thành chứng cớ mà thật hành quyền xét xử.

Việc thật thi Quyền xét xử thuộc về lãnh thổ nước mình hoàn toàn không những chỉ giới hạn ở trong lãnh thổ phụ thuộc, pháp luật quốc tế và việc thực hành chân xác ở các nước đều đã tiếp nhận quan điểm "lãnh thổ mô phỏng", đem không gian của thuyền tàu và máy bay làm thành một bộ phận của lãnh thổ quốc gia, từ đó đã xuất hiện nguyên tắc xét xử "lãnh thổ lưu động", khiến cho nguyên tắc Quyền xét xử thuộc về lãnh thổ nước mình mở rộng đến bên ngoài của lãnh thổ và đã tăng thêm tình huống "lưu động".
Nguyên tắc Quyền xét xử thuộc về lãnh thổ nước mình là nguyên tắc cổ xưa nhất, cũng là nguyên tắc của pháp luật quốc tế cơ bản nhất trong việc thật thi quyền xét xử của quốc gia. Tuy nhiên, ở trong thực tiễn quốc tế, dù cho ở bên trong tình hình mà sử dụng thích hợp Quyền xét xử thuộc về lãnh thổ nước mình thì việc thật thi quyền xét xử không phải là tuyệt đối, nó không sử dụng thích hợp cho người nước ngoài có hưởng đặc quyền và miễn trừ dựa theo pháp luật, cũng không sử dụng thích hợp tài sản nước ngoài và hành vi quốc gia ở bên trong lãnh thổ một nước. Việc thật thi Quyền xét xử thuộc về lãnh thổ nước mình vẫn cần phải bị sự ngăn cản của pháp luật quốc tế. Ví dụ, lúc thật thi Quyền xét xử thuộc về lãnh thổ nước mình đối với người nước ngoài, nên phải tôn trọng Quyền xét xử thuộc về người nước mình ở nước có quốc tịch của nó; lúc thật thi quyền xét xử ở bên trong lãnh hải, nên phải không can dự công việc nội bộ ở trong thuyền tàu của nước ngoài, và lại chấp thuận cho phép chúng nó thông suốt vượt qua vô hại; thường hay chấp thuận cho phép máy bay quân dụng và thuyền tàu quân dụng nước ngoài vào lãnh thổ một quốc gia được miễn trừ hạn chế Quyền xét xử thuộc về lãnh thổ nước mình, v.v

### Quyền xét xử mang tính bảo hộ
Quyền xét xử mang tính bảo hộ là chỉ quyền lợi mà quốc gia tiến hành xét xử đối với người nước ngoài làm trái phép có hành vi phạm tội xâm phạm làm hại quốc gia của nước đó và lợi ích trọng đại công dân của nó. Pháp luật quốc tế hoàn toàn không cấm chỉ sử dụng thật thi quyền xét xử đối với người nước ngoài làm nên hành vi phạm tội ở nơi nước ngoài; quốc gia có được sử dụng thật thi quyền xét xử đối với hành vi phạm tội của người nước ngoài ở bên ngoài lãnh thổ quốc gia hay không, cùng với sử dụng thật thi quyền xét xử ở bên trong phạm vi quy định gì, thông thường là việc mà các nước tự mình làm ra quyết định dựa theo pháp luật trong nước.
Để cho bảo hộ an toàn, độc lập và lợi ích của nước mình, bao gồm mạng sống, tài sản và lợi ích của quốc dân nước mình, cho nên quốc gia thật hành quyền xét xử đối với hành vi phạm tội của người nước ngoài chống đối quốc gia của nước đó hoặc quốc dân của nó ở bên ngoài bờ cõi của nước đó.

### Quyền xét xử mang tính phổ biến
Quyền xét xử mang tính phổ biến là chỉ căn cứ vào quy định của pháp luật quốc tế, đối với một ít hành vi phạm tội có quy định đặc biệt nào đó làm hại một cách rộng khắp hoà bình và an toàn quốc tế cùng với lợi ích của loài người, các nước cùng có quyền thật hành quyền xét xử, bất luận địa điểm mà những hành vi phạm tội này phát sinh và quốc tịch của kẻ có tội.

## Quyền xét xử chỉ định
Quyền xét xử chỉ định là chỉ cơ quan hành chính bậc trên lấy phương thức quyết định mà chỉ định cơ quan hành chính liền dưới một bậc sử dụng thật thi quyền xét xử về một cuộc xử phạt hành chính nào đó. Quyền xét xử chỉ định trên thực tế cũng là quyền cân nhắc tự do nhất định mà cấp cho cơ quan hành chính ở trong phạm vi quyền xét xử xử phạt, để mà thích ứng các loại tình huống xử phạt sai go rắc rối. Nó rất có ý nghĩa về các vấn đề như giải quyết quyền xét xử chồng chất hoặc bỏ trống mà hiện tại còn xét xử xử phạt.
Việc cơ quan hành chính bậc trên chỉ định cơ quan hành chính liền dưới một bậc sử dụng thật thi quyền xét xử về một cuộc xử phạt nào đó, là một loại hành vi hành chính có sẵn hiệu lực pháp luật, có sẵn đặc điểm thông thường của hành vi hành chính, sử dụng thích hợp quy tắc thông thường của hành vi hành chính, do đó việc chỉ định nên phải tiến hành bằng hình thức văn bản. Chiếu theo trình tự của hành vi hành chính mà làm ra quyết định chỉ định. Cũng nên phải nói rằng, lúc cơ quan hành chính bậc trên sử dụng thật thi quyền xét xử chỉ định, cần làm ra quyết định chỉ định dựa theo pháp luật, làm ra giấy tờ quyết định chỉ định. Nếu không, khó mà phân biệt rõ ràng trách nhiệm của người quyết định và người được chỉ định, cũng khiến cho việc sử dụng thật thi quyền xét xử của người được chỉ định mất đi chứng cớ pháp định.

## Ví dụ khu vực

### Hương Cảng
Ở Hương Cảng, căn cứ vào Pháp luật cơ bản Khu hành chính đặc biệt Hương Cảng nước Cộng hoà Nhân dân Trung Hoa, toà án (bao gồm toà án kiện cáo ban đầu cấp cao nhất - Toà án bậc cao Hồng Kông) không có quyền cai quản tư pháp về các loại hành vi quốc gia của ngoại giao và quốc phòng nước Cộng hoà Nhân dân Trung Hoa.

### Đài Loan
Khoảng thời gian từ năm 2011 đến năm 2016, một bộ phận người Đài Loan sử dụng điện thoại để lừa bịp cư dân Trung Quốc đại lục ở bên trong biên giới của phía thứ ba, dẫn đến bị cảnh sát nơi đó hoặc cảnh sát liên hợp Trung Quốc đại lục và nơi đó tróc nã, bởi vì vấn đề quyền cai quản tư pháp, hoặc là cảnh sát nơi đó đuổi trả về đến Trung Quốc đại lục hoặc Đài Loan, hoặc bị cảnh sát Trung Quốc đại lục dẫn độ hoặc áp giải về Trung Quốc đại lục nhận lấy xét xử; hoặc bị cảnh sát Đài Loan áp giải về Đài Loan nhận lấy xét xử hoặc phóng thích. Cuộc tranh luận đó do sự kiện Kenya đuổi chở người Đài Loan đến vùng đất Trung Quốc đại lục nên lần nữa nhận lấy sự quan tâm chú ý của phương tiện truyền thông và cơ quan hành chính của hai bờ eo biển.